# 口袋莫蒂
《口袋莫蒂》，亦称为《瑞克和莫蒂：口袋莫蒂》，是一款以动画《瑞克和莫蒂》为主题的免费角色扮演手机游戏。游戏由开发，Adult Swim公司发行。该游戏于2016年1月13日全球同步发行，同时登陆iOS和Android平台。口袋莫蒂玩法与《精灵宝可梦》系列类似。

## 玩法与设定
游戏改编自动画《瑞克和莫蒂》第1季第10集《与外星瑞克族类之近距接触》中讲述的瑞克和莫蒂宇宙中的平行时空。游戏风格与设计概念与《宝可梦系列》游戏相似，玩家可以在野外遇到“野生”的莫蒂，与各个外星人形态的“训练师”对战，而瑞克作为辅助角色。游戏配音演员为賈斯汀·羅蘭德和丹·哈蒙。
《口袋莫蒂》使用第三人称视角俯视视角进行游戏。游戏主要有三个界面：导航遊戲地圖、战斗界面和目录界面。
玩家训练自己的莫蒂与其他莫蒂进行战斗。到目前为止，最强的莫蒂是游戏后期出现的。野生莫蒂在游戏地图上可直接看到，玩家可以使用莫蒂操纵芯片对他们进行捕捉。“训练家”在地图上也可见，他们最多可携带5只莫蒂与玩家对战。当玩家在地图上遭遇野生莫蒂或者训练家时，游戏屏幕切换至回合制战斗界面，对战双方的莫蒂出现在屏幕两侧。战斗中，玩家可以选择莫蒂的动作，使用物品，切换对战的莫蒂或者（在面对野生莫蒂时）逃跑。莫蒂拥有生命值（HP），当它减少到0时，该莫蒂将失去战斗能力，敌人亦然。击败对方的莫蒂后可以获得适当经验值（EXP），积累经验值可以使莫蒂升级，进而提升莫蒂的属性。两只同样种类的莫蒂合成可以进化，增加属性值并学习新技能。游戏的一大重要组成部分为捕捉野生莫蒂。与野生莫蒂对战时，削弱其生命值会增大捕捉概率，捕捉成功后，该莫蒂将受玩家控制，成为玩家的收藏之一。
游戏的最终稿目标是收集和培养自己的莫蒂小队与瑞克议会对抗。瑞克议会夺走了瑞克的传送门生成枪，要他证明自己配拥有传送门生成枪之后才会还给他。

## 评价
根据汇总媒体Metacritic统计，该游戏获评良好。《PC游戏杂志》给出3.5/5分，《Kotaku》的帕特里夏·埃尔南德斯认为游戏十分出色。IGN并不太喜欢该游戏，给游戏5.5分，评价为中等，认为口袋莫蒂“缺乏凝聚力”，“只不过是一个少见的神奇宝贝模仿者”。 HardcoreGamer给出2.5/5分，持有相同观点。随着游戏的成功，Adult Swim Games在游戏发行两年后，与2018年5月21日收购了Big Pixel工作室。